# Fehu
| Nombre            | Protonórdico      | Anglosajón   | Nórdico antiguo | Nórdico antiguo |
| Nombre            | *Fehu             | Feoh         | Fé              | Fé              |
| Nombre            | «ganado, riqueza» |              |                 |                 |
| Forma             | Futhark antiguo   | Futhorc      | Futhark joven   | Futhark joven   |
| Forma             |                   |              |                 |                 |
| Unicode           | ᚠ U+16A0          | ᚠ U+16A0     | ᚠ U+16A0        | ᚠ U+16A0        |
| Transliteración   | f                 | f            | f               | f               |
| Transcripción     | f                 | f            | f               | f               |
| AFI               | [f]               | [f]          | [f]             | [f]             |
| Puesto alfabético | 1                 | 1            | 1               | 1               |
| Ætt               | Ætt de Freyr      | Ætt de Freyr | Ætt de Freyr    | Ætt de Freyr    |

Fe y Feoh son los nombres de la runa, ᚠ, (fé en nórdico antiguo, feoh en inglés antiguo) que representa al sonido «f» en los alfabetos rúnicos futhark joven y futhorc, respectivamente. Significa «riqueza (móvil)», y tiene la misma raíz que la palabra inglesa fee que originalmente significaba «oveja» o «ganado», al igual que los términos del: neerlandés Vee, alemán Vieh, latín pecum y sánscrito pashu.
Esta runa ya aparece en el futhark antiguo y aunque su nombre en protonórdico no ha quedado registrado se ha reconstruido lingüísticamente como *fehu, con los significados originales de «dinero, ganado, riqueza».
La letra equivalente en el alfabeto gótico, 𐍆 se llama faihu. La gran similitud que hay entre todos los poemas rúnicos y el nombre de la misma letra en el alfabeto gótico, es infrecuente y da al nombre reconstruido para el futhark antiguo un alto grado de fiabilidad.
La forma de la runa está probablemente basada en la «v» etrusca, 𐌅 , que es como la griega digamma Ϝ y la latina F y en última instancia la letra fenicia waw .

## Poemas rúnicos
Los nombres de la runa aparecen registrados en los tres poemas rúnicos:
| Poema rúnico: | Traducción: |
| Noruego antiguo Fé vældr frænda róge; føðesk ulfr í skóge.                                                                  | La riqueza es la fuente de discordia entre los familiares; los lobos viven en el bosque.                                                                         |
| Islandés antiguo Fé er frænda róg ok flœðar viti ok grafseiðs gata aurum fylkir.                                            | La riqueza es la fuente de discordia entre los familiares y el fuego del mar (=el oro) y el camino del abadejo que se entierra (=el camino del dragón = el oro). |
| Anglosajón Feoh byþ frofur fira gehwylcum; sceal ðeah manna gehwylc miclun hyt dælan gif he wile for drihtne domes hleotan. | La riqueza es comodidad para todos; por eso debe concederse libremente a cualquiera, si desean ganar honor en señal de divinidad.                                |

## Ætt de fehu
Los alfabetos rúnicos se subdividían en grupos denominados ætts (familias) que se nombraban por la letra que los encabezaba. Por ser la primera letra los tres alfabetos rúnicos tenían ætt de fehu. También se denominó ætt de Freyr. En el futhark antiguo y futhorc constaba de 8 runas: fehu, uruz, thurisaz, ansuz, raido, kaunan, gebo y wunjo. En el futhark joven el ætt de fé sólo constaba de 6 runas, las 6 primeras del antiguo.
| Ætt en el futhark antiguo y futhorc |      |    |          |       |       |        |      |       |
| Runa                                |      |    |          |       |       |        |      |       |
| Nombre protonórdico                 | Fehu | Ur | Thurisaz | Ansuz | Raido | Kaunan | Gebo | Wunjo |
| Nombre anglosajón                   | Feoh | Ur | þorn     | Os    | Rad   | Cen    | Gyfu | Wynn  |

| Ætt en el futhark joven |    |    |      |     |      |      |
| Runa                    |    |    |      |     |      |      |
| Nombre nórdico          | Fé | Úr | Þurs | Óss | Ræið | Kaun |